# Szymon Szewczyk
Szymon Paweł Szewczyk (Stettino, 21 dicembre 1982) è un ex cestista polacco.
Alto 209 cm, gioca prevalentemente nel ruolo di ala grande.

## Carriera
Dopo gli anni delle giovanili nella squadra della sua città, passò ad un team della massima serie polacca con sede a Starogard Gdański. Da qui fu ceduto ai tedeschi del Braunschweig nella Basketball-Bundesliga.
A fine stagione venne scelto dai Milwaukee Bucks al draft NBA 2003 al secondo turno, ma non è mai entrato a far parte della squadra, con la quale ha effettivamente giocato soltanto durante le Summer League, vera e propria vetrina del basket internazionale.
Dai Bucks è stato girato all'ALBA Berlino.
Dopo due stagioni in Germania lo ingaggiano gli sloveni dell'Olimpija Lubiana con cui vince il campionato e partecipa all'Eurolega.
Arriva per la prima volta in Italia nella stagione 2006-07 per vestire la maglia di Scafati.
Si ferma due stagioni in Russia in forza al Lokomotiv Rostov, dove ha disputato l'EuroChallenge. Nella Superliga A russa ha messo a referto 12.1 punti in 23 minuti di media.
Nell'estate del 2009 viene ingaggiato nuovamente da una squadra italiana, l'Air Avellino, ritrovando il suo compagno di nazionale Filip Dylewicz, con cui ha disputato gli Europei 2007. Il 20 maggio Avellino annuncia di avergli rinnovato il contratto per la stagione sportiva 2010-11, venendo nuovamente riconfermato per la stagione 2011-12. Il 2 ottobre, ad una settimana dal via del campionato, viene ufficializzata la risoluzione del contratto con il conseguente passaggio alla Reyer Venezia per completare il roster per il campionato di LegaA. Dal mese di gennaio del 2014 gioca nella Pallacanestro Virtus Roma.

## Palmarès

### Squadra
- Campionato sloveno: 1

Olimpija Lubiana: 2005-2006
- Campionato polacco: 3

Zielona Góra: 2015-16
Włocławek: 2017-18, 2018-19
- Coppa di Slovenia: 1

Union Olimpija: 2006
- Coppa di Polonia: 1

Włocławek: 2020
- Supercoppa della Slovenia: 1

Olimpija Lubiana: 2005
- Supercoppa polacca: 3

Zielona Góra: 2015
Włocławek: 2017, 2019

### Individuale
- MVP Supercoppa polacca: 1

Włocławek: 2019